# GWA Tennis Classic 1985
Il GWA Tennis Classic 1985 è stato un torneo di tennis giocato sul sintetico indoor. Il torneo si è giocato a Brisbane in Australia dal 7 al 13 ottobre 1985.

## Campioni

### Singolare maschile
Paul Annacone ha battuto in finale  Kelly Evernden con il punteggio di 6–3 6–3

### Doppio maschile
Marty Davis /  Brad Drewett hanno battuto in finale  Bud Schultz /  Ben Testerman con il punteggio di 6–2, 6–2